# Primera División 1935 (Uruguay)
Het seizoen 1935 van de Primera División was het 32e seizoen van de hoogste Uruguayaanse voetbalcompetitie.

## Teams
Er namen tien ploegen deel aan de Primera División tijdens het seizoen 1935. Dit waren dezelfde ploegen als vorig seizoen; er degradeerden geen clubs naar de Divisional Intermedia en uit die competitie promoveerden ook geen clubs.
| Club                      | Stad       | Stadion                              | Vorig seizoen |
| ------------------------- | ---------- | ------------------------------------ | ------------- |
| CA Bella Vista            | Montevideo | Parque José Nasazzi                  | 10e           |
| Central FC                | Montevideo | Parque Fraternidad                   | 7e            |
| CA Defensor               | Montevideo | Parque Rodó                          | 5e            |
| Montevideo Wanderers FC   | Montevideo | Estadio Parque Alfredo Víctor Viera  | 3e            |
| Club Nacional de Football | Montevideo | Estadio Centenario                   | 1e            |
| CA Peñarol                | Montevideo | Estadio Centenario                   | 2e            |
| Racing Club de Montevideo | Montevideo | Cancha Reducto                       | 8e            |
| Rampla Juniors FC         | Montevideo | Parque Nelson                        | 4e            |
| CA River Plate            | Montevideo | Estadio Parque Federico Omar Saroldi | 6e            |
| IA Sud América            | Montevideo | Estadio Parque Carlos Ángel Fossa    | 9e            |

## Competitie-opzet
Alle clubs speelden tweemaal tegen elkaar. De ploeg met de meeste punten werd kampioen. Dit seizoen werden er minder wedstrijden gespeeld dan de voorgaande jaren (1932–1934); toen speelden de clubs driemaal tegen elkaar.

### Kwalificatie voor internationale toernooien
Dit seizoen waren er geen internationale bekers waar Uruguayaanse clubs zich voor kwalificeerden. De Copa Ricardo Aldao (afgekort tot Copa Aldao) die sinds 1913 onregelmatig werd betwist tussen de landskampioenen van Argentinië en Uruguay, werd dit jaar niet gespeeld.

### Torneo de Honor
Voorafgaand aan het seizoen werd voor het eerst het Torneo de Honor gespeeld tussen de ploegen in de Primera División. Deze eerste editie werd gewonnen door Club Nacional de Football.

### Eerste seizoenshelft
Nacional was de titelverdediger. Zij waren de afgelopen twee seizoenen kampioen geworden. Indien ze dit jaar de titel voor de derde keer op rij zouden winnen, dan mochten ze de wisselbeker houden. De competitie begonnen ze met drie overwinningen, net zoals rivaal CA Peñarol. De vierde speelronde verloor Nacional van IA Sud América, waardoor Peñarol (dat wel won) nu alleen koploper werd. De daaropvolgende speelrondes bleef Peñarol aan de leiding, hoewel ze na hun eerste puntverlies (een nederlaag tegen CA River Plate) de koppositie tijdelijk moesten delen met Montevideo Wanderers.
De achtste speelronde speelden Nacional en Peñarol tegen elkaar. Deze wedstrijd, op 14 juli, werd met 2–1 gewonnen door koploper Peñarol. Hierdoor vergrootten de Aurinegros hun voorsprong. Uiteindelijk beëindigden ze de eerste seizoenshelft met zestien punten. Nacional had dertien punten en Montevideo Wanderers stond derde met twaalf punten. CA Bella Vista stond laatste. Na acht nederlagen hadden ze tegen Wanderers hun eerste punt van de competitie gepakt.

### Tweede seizoenshelft
De tweede helft van de competitie begon voor Peñarol en Nacional met twee overwinningen. Tijdens de twaalfde speelronde speelde Peñarol met 1–1 gelijk tegen Montevideo Wanderers. Omdat Nacional wel won, slonk de voorsprong van Peñarol tot twee punten. De daaropvolgende drie duels werden door beide ploegen gewonnen. Ook Montevideo Wanderers had nog niet verloren tijdens de tweede seizoenshelft en had nog een mathematische kans op de titel; met nog drie duels te gaan had Peñarol 27 punten, Nacional 25 punten en Wanderers 22 punten.
Tijdens de zestiende speelronde versloeg Nacional Wanderers met 3–0. Hierdoor waren de Bohemios uitgeschakeld voor de landstitel. Het verschil tussen Nacional en Peñarol bleef echter twee punten, omdat Peñarol ook won (1–0 tegen Racing Club de Montevideo). Op 8 december speelden de twee titelfavorieten tegen elkaar in de een-na-laatste wedstrijd van het seizoen. Dit duel werd met 3–0 door Peñarol gewonnen, dat hierdoor de landstitel veroverde.
Omdat de nieuwe kampioen in hun slotduel nog van Rampla Juniors FC verloor, eindigden ze de competitie 31 punten, twee punten meer dan Nacional. De derde plaats was voor Montevideo Wanderers, dat een ruime voorsprong had op Rampla Juniors en CA Defensor. De laatste plaats bleef in handen van Bella Vista, hoewel die club in de tweede seizoenshelft wel nog twee wedstrijden wist te winnen. Voor de Papales was dit het derde jaar op rij dat ze laatste werden. Er was echter geen degradatie uit de Primera División, daardoor trad Bella Vista ook in 1936 aan op het hoogste niveau.

### Eindstand
|     | Club                      | Sp. | W  | G | V  | Pnt. | DV | DT | DS  |
| --- | ------------------------- | --- | -- | - | -- | ---- | -- | -- | --- |
| 01. | CA Peñarol                | 18  | 15 | 1 | 2  | 31   | 36 | 9  | +27 |
| 2.  | Club Nacional de Football | 18  | 14 | 1 | 3  | 29   | 36 | 11 | +25 |
| 3.  | Montevideo Wanderers FC   | 18  | 10 | 5 | 3  | 25   | 30 | 20 | +10 |
| 4.  | Rampla Juniors FC         | 18  | 8  | 2 | 8  | 18   | 32 | 25 | +7  |
| 5.  | CA Defensor               | 18  | 8  | 2 | 8  | 18   | 31 | 29 | +2  |
| 6.  | CA River Plate            | 18  | 7  | 3 | 8  | 17   | 30 | 34 | –4  |
| 7.  | IA Sud América            | 18  | 6  | 5 | 7  | 17   | 19 | 28 | –9  |
| 8.  | Central FC                | 18  | 4  | 4 | 10 | 12   | 17 | 29 | –12 |
| 9.  | Racing Club de Montevideo | 18  | 3  | 2 | 13 | 8    | 21 | 34 | –13 |
| 10. | CA Bella Vista            | 18  | 2  | 1 | 15 | 7    | 22 | 55 | –33 |

| Winnaar Primera División 1935 |
| ----------------------------- |
| CA Peñarol 11e titel          |

#### Topscorers
Antonio Cataldo van CA Defensor  werd topscorer met twaalf doelpunten.
| №  | Speler          | Club        | Goals |
| -- | --------------- | ----------- | ----- |
| 1. | Antonio Cataldo | CA Defensor | 12    |

1900 · 1901 · 1902 · 1903 · 1904 · 1905 · 1906 · 1907 · 1908 · 1909 · 1910 · 1911 · 1912 · 1913 · 1914 · 1915 · 1916 · 1917 · 1918 · 1919 · 1920 · 1921 · 1922 · 1923 · 1924 · 1925 · 1926 · 1927 · 1928 · 1929 · 1930 · 1931 · 1932 · 1933 · 1934 · 1935 · 1936 · 1937 · 1938 · 1939 · 1940 · 1941 · 1942 · 1943 · 1944 · 1945 · 1946 · 1947 · 1948 · 1949 · 1950 · 1951 · 1952 · 1953 · 1954 · 1955 · 1956 · 1957 · 1958 · 1959 · 1960 · 1961 · 1962 · 1963 · 1964 · 1965 · 1966 · 1967 · 1968 · 1969 · 1970 · 1971 · 1972 · 1973 · 1974 · 1975 · 1976 · 1977 · 1978 · 1979 · 1980 · 1981 · 1982 · 1983 · 1984 · 1985 · 1986 · 1987 · 1988 · 1989 · 1990 · 1991 · 1992 · 1993 · 1994 · 1995 · 1996 · 1997 · 1998 · 1999 · 2000 · 2001 · 2002 · 2003 ·  2004 · 2005 · 2005/06 · 2006/07 · 2007/08 · 2008/09 · 2009/10 · 2010/11 ·  2011/12 · 2012/13 · 2013/14 · 2014/15 · 2015/16 · 2016 · 2017 · 2018 · 2019 · 2020 · 2021 · 2022 · 2023